# Salim Stoudamire

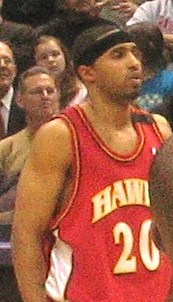
Salim Stoudamire, 2006.

Charles Salim Stoudamire, född 11 oktober 1982 i Portland i Oregon, är en amerikansk före detta professionell basketspelare (PG) som tillbringade tre säsonger (2005–2008) i den nordamerikanska basketligan National Basketball Association (NBA), där han spelade för Atlanta Hawks.
Under sin NBA-karriär gjorde Stoudamire 1 260 poäng (8,0 poäng per match), 164 assists samt 214 rebounds, räddningar från att bollen ska hamna i nätkorgen, på 157 grundspelsmatcher.
Han draftades av Atlanta Hawks i första rundan i 2005 års draft som 31:a spelare totalt.
Innan Stoudamire  blev proffs studerade han vid University of Arizona och spelade för universitetets idrottsförening Arizona Wildcats.
Stoudamire är kusin till Terrence Jones, Damon Stoudamire och Grant Williams.